# Puig de les Forques (Cistella)
El Puig de les Forques és una muntanya de 235 metres que es troba entre els municipis de Cistella i de Terrades, a la comarca catalana de l'Alt Empordà.